# Jerzy Pietrzyk
Jerzy Pietrzyk (ur. 17 kwietnia 1955 w Warszawie) – polski lekkoatleta, specjalista biegu na 400 m, medalista olimpijski.
Był zawodnikiem klubów: MKS Beskidy Bielsko-Biała, Górnik Zabrze, Gwardia Warszawa.

## Osiągnięcia
Podczas igrzysk olimpijskich w Montrealu 1976 zdobył srebrny medal w sztafecie 4 × 400 metrów, biegnąc razem z Ryszardem Podlasem, Janem Wernerem i Zbigniewem Jaremskim. Indywidualnie w biegu na 400 metrów odpadł w półfinale. Startował także na igrzyskach olimpijskich w Moskwie 1980, ale bez sukcesów. Był mistrzem i rekordzistą Europy juniorów w 1973 na 400 metrów przez płotki. Zdobył tytuł akademickiego mistrza świata (400 m i 4 × 400 m) (uniwersjada w Rzymie - 1975). Cztery razy zdobywał mistrzostwo Polski w sztafecie 4 × 400 m. Pięć razy był wicemistrzem na 400 m.
Z wykształcenia inżynier mechanik (absolwent Politechniki Warszawskiej). Obecnie przedsiębiorca.

## Rekordy życiowe
- Bieg na 200 metrów – 21,18 s.
- Bieg na 400 metrów – 45,65 s.[1]
- Bieg na 400 metrów przez płotki – 50,07 s. (13. wynik w historii polskiej lekkoatletyki)[1]